# Schlossportal vom Großen zum Kleinen Schlosshof

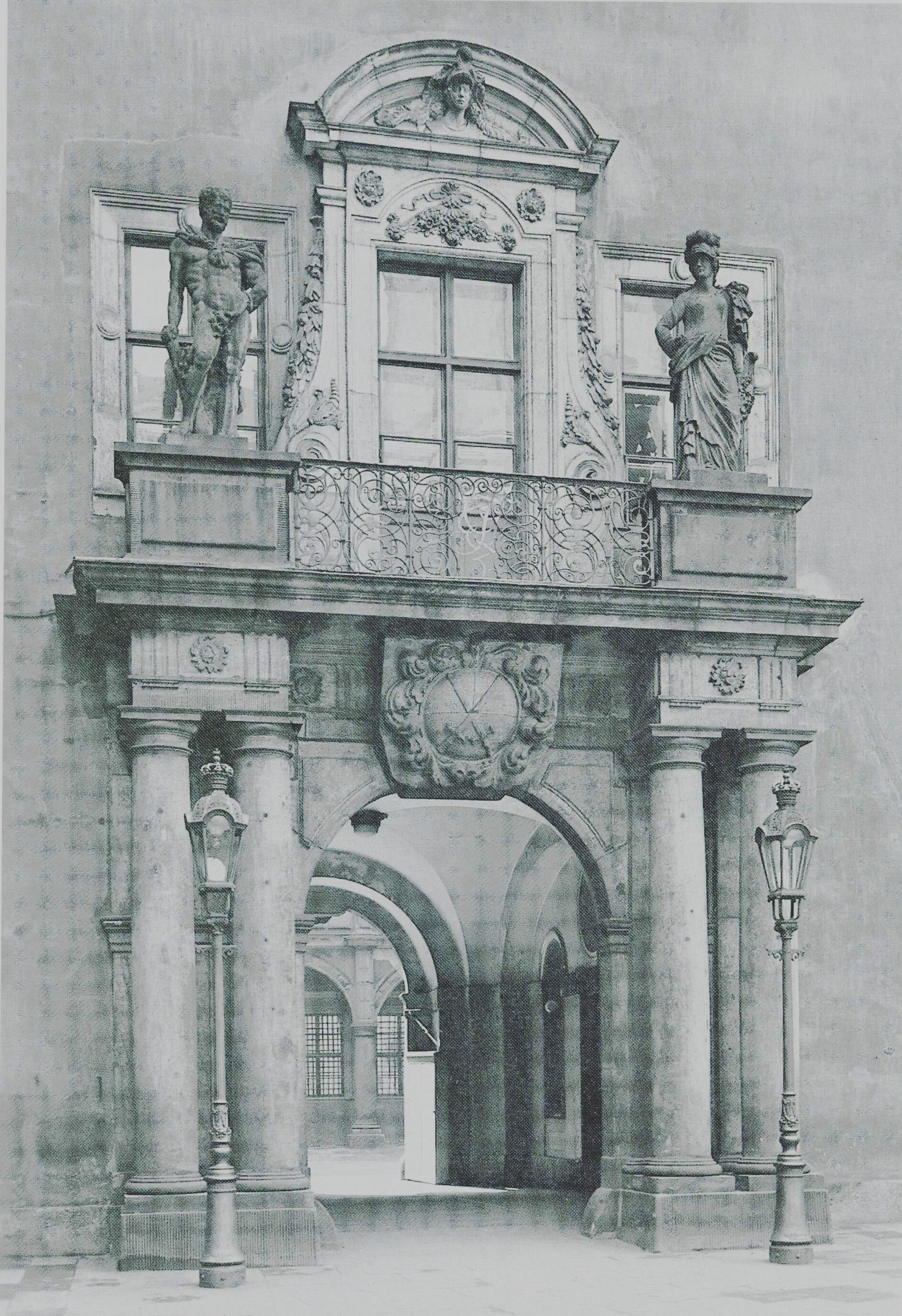
Schlossportal vor 1945

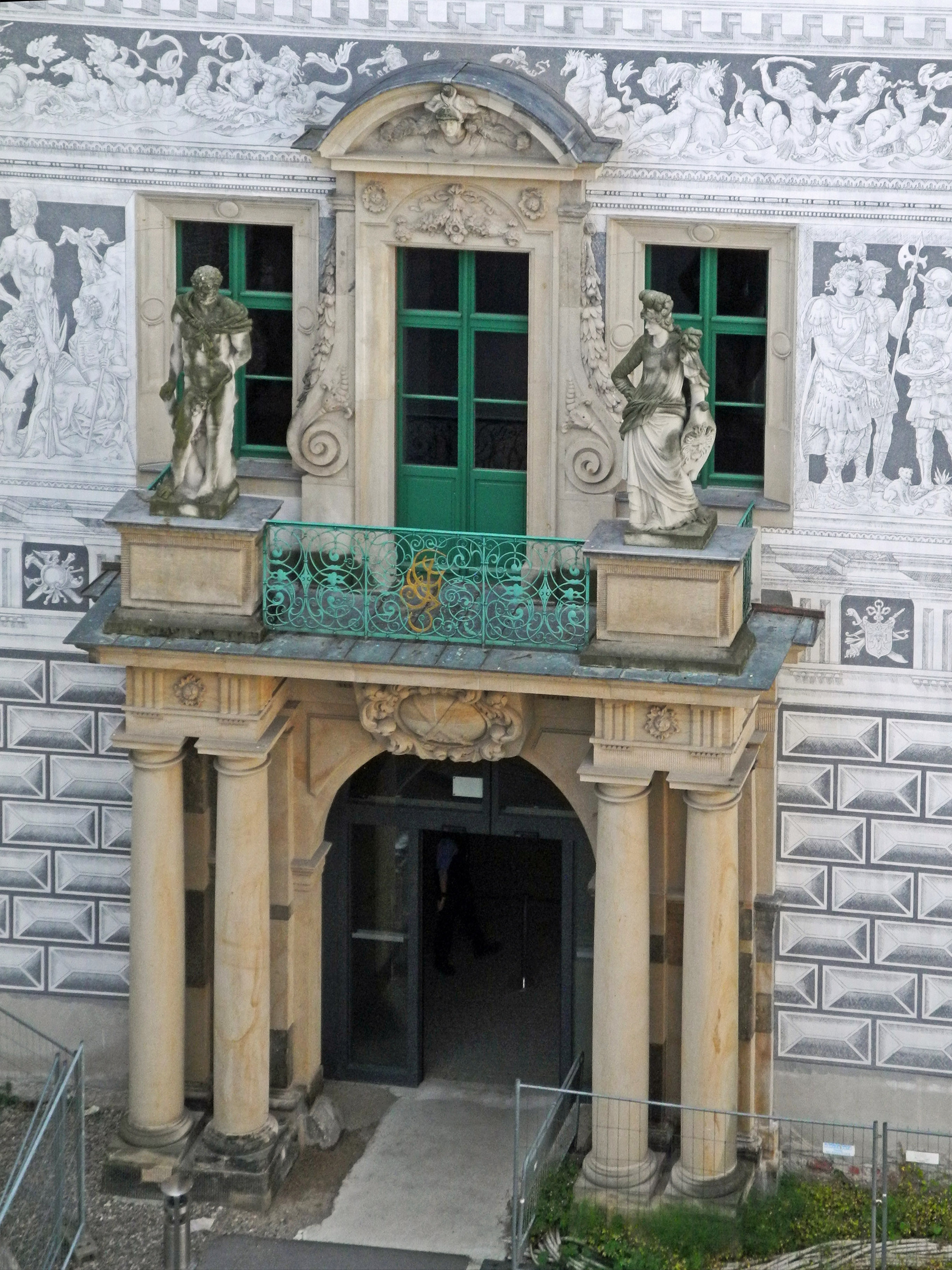
Rekonstruiertes Schlossportal (2017)

Das Schlossportal vom Großen zum Kleinen Schlosshof in Dresden ist ein rekonstruiertes Portal im Großen Schlosshof der Dresdner Residenzschlosses, ursprünglich errichtet von Johann Georg Starcke im Jahre 1682 mit Figuren, die von den Brüdern Jeremias und Conrad Max Süssner gestaltet worden waren. Das im Jahre 1945 zerstörte und zwischen 2010 und 2017 rekonstruierte Portal ist eines der Beispiele für die „großartige Portalarchitektur Dresdens“ und bildet die andere Seite des Schlossportals im Kleinen Schlosshof.

## Beschreibung
Das Portal ist ein Rundbogen mit einem großen Schlussstein, der Kurschwerter in einer Kartusche zeigt. Der Rundbogen wird flankiert von zwei Doppelpilastern. Die Doppelpilaster stehen auf einem gemeinsamen Sockel mit den vorgelegten Doppelsäulen toskanischer Ordnung. Die vier Säulen tragen einen Architrav, einen Triglyphenfries und Metopen mit Rosettenschmuck. Auf dem Architrav befindet sich ein Gesims mit Balkon, der ein schmiedeeisernes Gitter als Brüstung hat. Zu diesem Balkon führt eine Tür, flankiert von zwei Fenstern. Die Tür hat zu beiden Seiten einen reich dekorierten Schmuck als Türumrahmung, oberhalb der Tür befindet sich ein Segmentgiebel als Türverdachung, in dem sich wiederum ein Junokopf befindet. Flankiert wird die Balkontür von zwei Sandsteinstatuen (Herkules und Minerva), die auf Postamenten stehen. Zwischen beiden Postamenten ist für den Balkon als Brüstung ein schmiedeeisernes Gitter mit dem Namenszug Johann Georgs III angebracht.
1945 während der Luftangriffe auf Dresden zerstört, wurde das Portal zwischen 2010 und 2017 aufwändig rekonstruiert. Nach Befunden wurde auch die ursprüngliche Farbigkeit wieder hergestellt.